# Lerdelimumab
Il lerdelimumab o CAT-152, nome commerciale Trabio, è un anticorpo monoclonale di tipo umano, ad attività immunosoppressiva che viene utilizzato per ridurre le cicatrici post-chirurgia del glaucoma.
Il farmaco agisce sull'antigene fattore di crescita trasformante beta 2.

### Lerdelimumab
- (EN) Sonia B. Jakowlew, Transforming Growth Factor-ß in Cancer Therapy, Springer, 1º gennaio 2008,  pp. 579–, ISBN 978-1-59745-293-9.
- (EN) Stefan Offermanns e Walter Rosenthal, Encyclopedia of Molecular Pharmacology, Springer, 2008,  pp. 1232–, ISBN 978-3-540-38916-3.
- (EN) Peter ten Dijke e Carl-Henrik Heldin, Smad signal transduction: Smads in proliferation, differentiation and disease, Springer, 2006,  pp. 416–, ISBN 978-1-4020-4542-4.